# АНТ-13
АНТ-13 (И-8 з рос. «Истребитель восьмой») — проєктний винищувач-перехоплювач, біплан. Створений у Конструкторській бригаді Павла Сухого під загальним керівництвом Андрія Туполєва. Перший політ здійснив у 1930 році.

## Історія
Створення АНТ-13 не є типовим для КБ Туполєва. Після завершення конструювання АНТ-12 інженер В.М Родіонов запропонував на основі відкладеного проєкту створити винищувач в порядку громадської ініціативи. Кожен з учасників витратив 70 годин власного часу для втілення проєкту. Через ініціативу Родіонова, в самому КБ, він мав назву «Громадський літак» (з рос. «Общественный самолёт»). Ця особливість вплинула на те, що АНТ-13 не включили в плани проєктного будівництва. Незважаючи на відсутність в планах, в грудні 1929 року, УВПС (Управління Військово-повітряних сил) надало ТТВ (тактико-технічні вимоги). Літак мав досягати швидкість в 310 км/год на висоті 5000 м, швидкість приземлення — не більша за 100 км/год, «стеля» — 8500 м, час набору висоти 5000 м — 6-7 хв. Окрім свого основного призначення, АНТ-13 мав роль експериментального зразка, в його конструкції вперше застосували неіржавну сталь.
Керівництво у створенні АНТ-13 Туполєв довірив П. О Сухому.
Прототип був завершений у листопаді 1930 року, перший політ був здійсненим М. М. Громовим 12 листопада того ж року. Характеристики літака виявилися незадовільними, спроби модифікації та покращення тривали аж до 1932 року. У результаті було ухвалене рішення не конструювати нові екземпляри.
На державні іспити літак не передавали, основною причиною послужило те, що влада вирішила не закуповувати двигуни Curtiss V-1570, альтернативи яким не було знайдено.

## Тактико-технічні характеристики[4]
Технічні характеристики
- Екіпаж: 1 пілот
- Довжина: 6,7 м
- Висота: 2,73 м
- Розмах крила: 9,03 м
- Площа крила: 20,7 м²
- Маса нетто: 980 кг
- Двигун: 1 × Curtiss V-1570
- Потужність: 1 × 700 к.с.

Льотні характеристики
Швидкість
- Біля землі: 303 км/год
- В небі (3600 м): 313 км/год
- Швидкість приземлення: 118 км/год

Політ
- Практична дальність: 490 км
- Максимальна висота: 8500 м
- Час набору висоти (5000 м): 8,2 хв

Озброєння
- Стрілецько-гарматне: 2 × 7,62-мм кулеметів КП-1